# Coaling, Alabama
Coaling là một thị trấn thuộc quận Tuscaloosa, tiểu bang Alabama, Hoa Kỳ. Dân số năm 2009 là 1192 người, mật độ đạt 92 người/km².